# Федеріко Мордеган
Федеріко Мордеган (італ. Federico Mordegan; нар. 1 лютого 1970) — колишній італійський тенісист.
Найвищу одиночну позицію світового рейтингу — 243 місце досяг 12 листопада 1990, парну — 70 місце — 16 січня 1991 року.
Здобув 1 парний титул.

## Фінали турнірів ATP за кар'єру

### Парний розряд: 6 (1–5)
| Легенда                                          |
| ------------------------------------------------ |
| Турніри Великого шолома (0–0)                    |
| Фінали Світового туру ATP (0–0)                  |
| Фінали Світового туру ATP серії Мастерс(0–0)     |
| Фінали Світового туру серії Чемпіоншип ATP (0–0) |
| Фінали Світової серії Світового туру ATP (1–5)   |

| Титули за покриттям |
| ------------------- |
| Тверде (0–0)        |
| Ґрунт (1–5)         |
| Трава (0–0)         |
| Килим (0–0)         |

| Титули за типом корту |
| --------------------- |
| Відкритий (1–5)       |
| Закритий (0–0)        |

| Результат | В-П | Дата     | Турнір                   | Рівень        | Покриття | Партнер           | Суперники                       | Рахунок       |
| --------- | --- | -------- | ------------------------ | ------------- | -------- | ----------------- | ------------------------------- | ------------- |
| Поразка   | 0–1 | Чер 1990 | Генуя, Італія            | Світова серія | Ґрунт    | Крістіано Каратті | Томас Карбонелл Удо Ріглевскі   | 6–7, 6–7      |
| Поразка   | 0–2 | Сер 1992 | Сан-Марино, Сан-Марино   | Світова серія | Ґрунт    | Крістіан Бранді   | Ніклас Культі Мікаель Тільстрем | 2–6, 2–6      |
| Поразка   | 0–3 | Бер 1994 | Касабланка, Марокко      | Світова серія | Ґрунт    | Крістіан Бранді   | Девід Адамс Менно Остінг        | 3–6, 4–6      |
| Перемога  | 1–3 | Кві 1994 | Estoril Open, Португалія | Світова серія | Ґрунт    | Крістіан Бранді   | Ріхард Крайчек Менно Остінг     | без гри       |
| Поразка   | 1–4 | Жов 1994 | Афіни, Греція            | Світова серія | Ґрунт    | Крістіан Бранді   | Луїс Лобо Хав'єр Санчес         | 7–5, 1–6, 4–6 |
| Поразка   | 1–5 | Сер 1995 | Сан-Марино, Сан-Марино   | Світова серія | Ґрунт    | Пабло Альбано     | Хорді Арресе Ендрю Кратцманн    | 6–7, 6–3, 2–6 |

## Фінали ATP Челленджер і ITF Ф'ючерс

### Одиночний розряд: 1 (0–1)
| Легенда              |
| -------------------- |
| ATP Челленджер (0–1) |
| ITF Ф'ючерс (0–0)    |

| Фінали за покриттям |
| ------------------- |
| Тверде (0–0)        |
| Ґрунт (0–1)         |
| Трава (0–0)         |
| Килим (0–0)         |

| Результат | В-П | Дата     | Турнір          | Рівень     | Покриття | Суперник       | Рахунок  |
| --------- | --- | -------- | --------------- | ---------- | -------- | -------------- | -------- |
| Поразка   | 0–1 | Лип 1989 | Фюрт, Німеччина | Челленджер | Ґрунт    | Дмитро Поляков | 2–6, 1–6 |

### Парний розряд: 13 (6–7)
| Легенда              |
| -------------------- |
| ATP Челленджер (6–7) |
| ITF Ф'ючерс (0–0)    |

| Фінали за покриттям |
| ------------------- |
| Тверде (0–0)        |
| Ґрунт (6–7)         |
| Трава (0–0)         |
| Килим (0–0)         |

| Результат | В-П | Дата     | Турнір                    | Рівень     | Покриття | Партнер             | Суперники                           | Рахунок       |
| --------- | --- | -------- | ------------------------- | ---------- | -------- | ------------------- | ----------------------------------- | ------------- |
| Перемога  | 1–0 | Лип 1989 | Салерно, Італія           | Челленджер | Ґрунт    | Нікола Бруно        | Уго Пігато Стефано Меццандрі        | 7–6, 6–2      |
| Поразка   | 1–1 | Лип 1989 | Фюрт, Німеччина           | Челленджер | Ґрунт    | Крістіано Каратті   | Габричідзе Володимир Дмитро Поляков | 4–6, 7–6, 4–6 |
| Перемога  | 2–1 | Вер 1990 | Венеція, Італія           | Челленджер | Ґрунт    | Крістіан Бранді     | Генрік Гольм Нільс Гольм            | 6–1, 6–4      |
| Перемога  | 3–1 | Жов 1991 | Реджо-Калабрія, Італія    | Челленджер | Ґрунт    | Крістіан Бранді     | Массімо Боскатто Еудженіо Россі     | 7–5, 6–3      |
| Поразка   | 3–2 | Тра 1992 | Любляна, Словенія         | Челленджер | Ґрунт    | Крістіан Бранді     | Магнус Ларссон Мікаель Тільстрем    | 3–6, 2–6      |
| Поразка   | 3–3 | Вер 1992 | Венеція, Італія           | Челленджер | Ґрунт    | Крістіан Бранді     | Юган Донар Ула Юнссон               | 3–6, 2–6      |
| Перемога  | 4–3 | Кві 1993 | Parioli, Італія           | Челленджер | Ґрунт    | Крістіан Бранді     | Шон Коул Джон Айрленд (тенісист)    | 6–3, 7–5      |
| Поразка   | 4–4 | Сер 1993 | Познань, Польща           | Челленджер | Ґрунт    | Крістіан Бранді     | Міхіл Схаперс Даніель Вацек         | 7–6, 4–6, 6–7 |
| Поразка   | 4–5 | Вер 1993 | Порту, Португалія         | Челленджер | Ґрунт    | Крістіан Бранді     | Йохан де Бір Брент Гейгарт          | 2–6, 6–2, 6–7 |
| Поразка   | 4–6 | Січ 1994 | Мар-дель-Плата, Аргентина | Челленджер | Ґрунт    | Філіппо Мессорі     | Лукас Арнольд Кер Патрісіо Арнольд  | 4–6, 5–7      |
| Поразка   | 4–7 | Кві 1994 | Монте-Карло, Монако       | Челленджер | Ґрунт    | Крістіан Бранді     | Генрік Гольм Магнус Ларссон         | 6–7, 2–6      |
| Перемога  | 5–7 | Вер 1994 | Венеція, Італія           | Челленджер | Ґрунт    | Крістіан Бранді     | Томас Нюдаль Саймон Юл              | 6–3, 4–6, 6–3 |
| Перемога  | 6–7 | Лип 1996 | Венеція, Італія           | Челленджер | Ґрунт    | Вінченцо Сантопадре | Крістіан Бранді Філіппо Мессорі     | 6–4, 6–3      |